# Nagyvázsony
Nagyvázsony (németül: Großwaschon) község Veszprém vármegyében, a Veszprémi járásban. 7629 hektáros kiterjedésével a vármegye második legnagyobb közigazgatási területű községe.

## Fekvése

Nagyvázsony térképe

Nagyvázsony a Veszprém és Tapolca között húzódó 77-es főút mellett, a róla elnevezett medence közepén helyezkedik el a Balatontól 14 kilométerre. Északon a 600 méterre magasodó Kab-hegy határolja, délen a Balaton-felvidék dombjai. A Vázsonyi-medence kőzetanyaga mészkő, de a bazaltfeltörések is elég nagy területet foglalnak el. Jól látható ez a Kab-hegy bazalttakaróján. A mészkő alól számos forrás tör elő, a község határát erdő övezi. A falut keresztül szeli a Vázsonyi-Séd, amelynek vize az Eger-vízbe jutva a Balatont táplálja.
A 77-es főút csak a település belterületének északi peremét érinti, központján a 7311-es és 7312-es út halad át, de külterületének északkeleti részét több kilométeren érinti az Ajkától idáig vezető 7308-as út is. Nagyvázsony északi külterületén emelkedik a Kab-hegy, ahova egy öt számjegyű országos közút (73 114-es út) vezet Úrkút felől. A 7311-es út a falu központjából Vigántpetendre vezet, ahol visszatorkollik a 77-es útba, a 7312-es pedig a Csicsói-medencén keresztül Zánkával köti össze a községet. Vasútvonal nem érinti, a település a hazai vasútvonalaktól igencsak félreeső helyen fekszik; a legközelebbi állomás, a Börgönd–Szabadbattyán–Tapolca-vasútvonal zánkai állomása is 15 kilométerre található Nagyvázsonytól.

### Szomszédos települések
- Nemesleányfalu (résztelepülés)
- Tótvázsony
- Óbudavár
- Mencshely
- Szentjakabfa
- Vöröstó
- Pula
- Vigántpetend
- Úrkút

## Élővilága

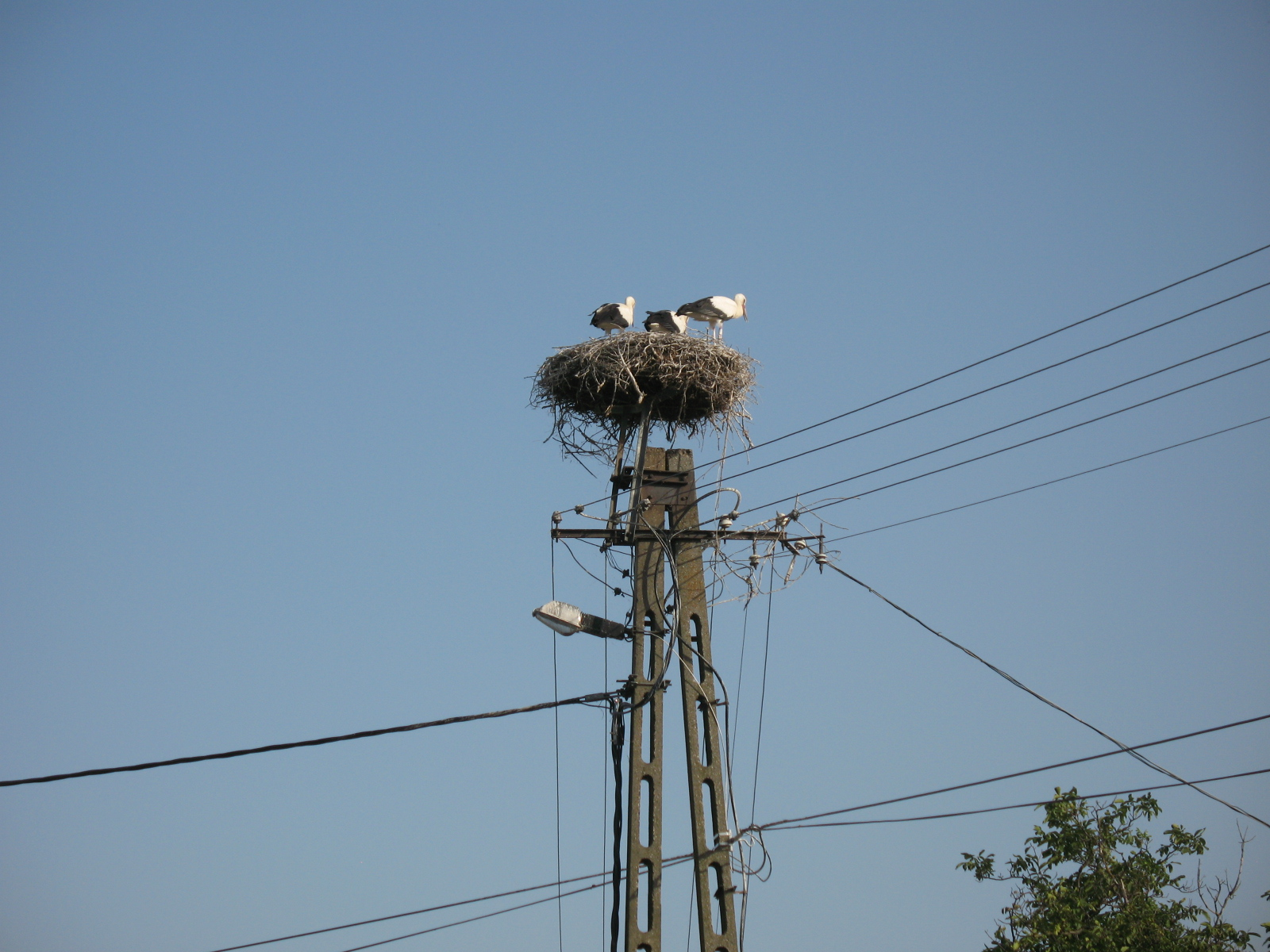
Gólyafészek a településen

Mint a Déli-Bakony kistáj településeinek környékén, a Nagyvázsonyt körülvevő erdőkben is előfordul minden ismert hazai nagyvad. Visszatelepült faj az aranysakál (toportyán vagy nádi farkas), ritkább a vadmacska, a rétisas, a Kab-hegy térségében muflonokkal találkozhat az arra járó és több hollócsalád is él a környéken.

## Története

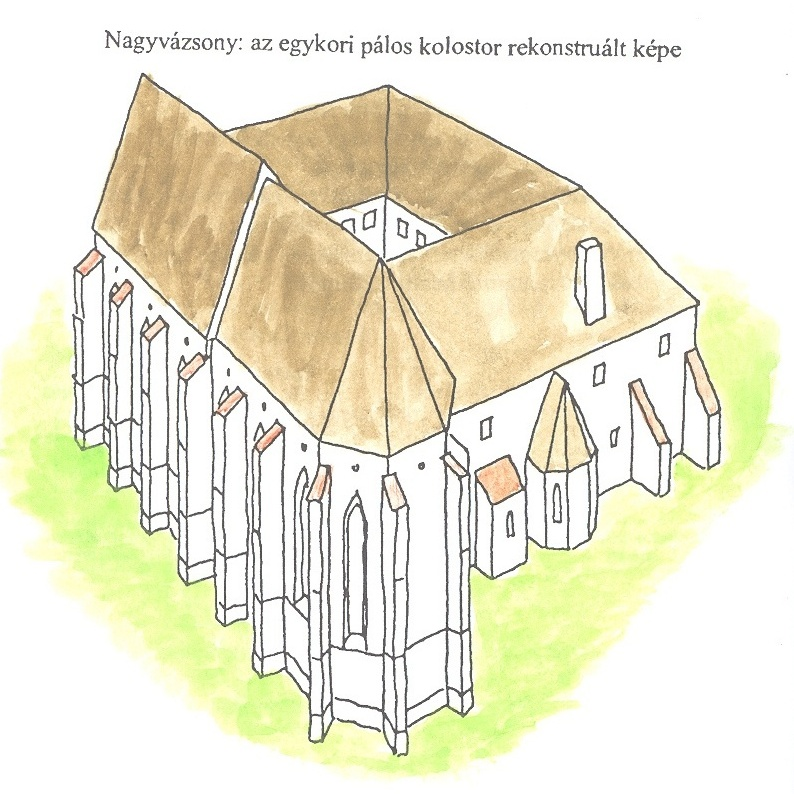
A pálos kolostor egykori fényében. Guzsik Tamás kutatásai nyomán készült rajz

Nagyvázsony és környéke már ősidők óta lakott terület. A római korban hadi út haladt itt keresztül, s az út mentén római kori település maradványaira bukkantak. A rómaiak ittlétét bizonyítják a szintén itt talált leletek és kőfeliratok.
A honfoglalás után a Váson nemzetség[forrás?]} telepedett itt le. A települést írásban először a tatárjárás idején említették. Ebben az időben több falu volt a környéken. Nagyvázsony egyik szomszédja Nemesleányfalu volt, amelyet már 1082-ben megemlítettek. A két falu 1950-ben egyesült.
A 14. században a település a Vezseny család tulajdonába került. A Vezsenyiek utolsó sarjának halálakor a birtok a koronára, Mátyás királyra szállt vissza, ő pedig 1472-ben Kinizsi Pálnak adományozta. Kinizsi Pál itt építtette fel várat . A várnak köszönhetően a település virágzásnak indult; 1488-ra már a vármegye jelentős falvai közé sorolták.
15. században épült a pálos kolostor. Kinizsi a szerzeteseket a szomszéd faluból hozatta. 1552-ben Veszprém elfoglaltával a katonák felrobbantották a kolostort, nehogy beköltözzön a török.
Nagyvázsony mezővárosi rangjára a jelentős heti vásárok, a településen lévő iparosok nagy száma és a templomok utaltak.
A török időkben a vár katonái a vár alján építették fel szállásaikat, így szinte egy új települést hoztak létre. A 16. században Nagyvázsonyt is megtámadták a törökök, ezután a vár hol török, hol magyar kézen volt. A várat végleg 1598-ban sikerült visszafoglalni.
A 17. században a település megpróbálta helyrehozni a törökök által okozott károkat. 1649-ben a várat a király Zichy Istvánnak adományozta. 1651-ben már városként említették Nagyvázsonyt, holott jogállása nem érte el a mezővárosokét. A törökök még egyszer megtámadták a várat, és 1663-ban fel is gyújtották. A Rákóczi-szabadságharc után a vár elvesztette jelentőségét.
A település fejlődése megállt. Zichy Imre a 18. század elején német telepeseket hívott ide, de ők sem tudták felvirágoztatni, régi rangját, jelentőségét teljesen elvesztette. A 19. században Nagyvázsony a Buda-Fehérvár-Veszprém-Tapolca közötti postakocsijárat egyik állomása és lóváltó helye volt.
2018-ban a település elnyerte a Kiváló Falumegújítók fődíjat, melyet a szakértői zsűri alapján a Belügyminisztérium adományoz. Ugyanebben az esztendőben a község a Magyar Építőművészek Szövetségétől a Magyar Építőművészek különdíját kapta a falumegújítás kategóriában.

## Közélete

### Polgármesterei
| Időszak   | Polgármester              | Párt                              |
| --------- | ------------------------- | --------------------------------- |
| 1990–1994 | Strenner Zoltán           | Veszprémi Ipartestület Nagyváz... |
| 1994–1998 | Szombati József           | független                         |
| 1998–2002 | Szombati József           | független                         |
| 2002–2006 | Szombati József           | független                         |
| 2006–2010 | Fábry Szabolcs János      | független                         |
| 2010–2011 | Fábry Szabolcs János      | Fidesz-KDNP                       |
| 2011–2014 | Vigh-Krupla Orsolya       | független                         |
| 2014–2019 | Fábry Szabolcs János      | független                         |
| 2019–2024 | Fábry Szabolcs János      | Fidesz-KDNP                       |
| 2024–     | Stefanovitsné Sipos Mária | független                         |

A településen 2011. július 17-én időközi polgármester-választást (és képviselő-testületi választást) tartottak, az előző képviselő-testület önfeloszlatása miatt. A választáson a hivatalban lévő polgármester is elindult, de alulmaradt egyetlen kihívójával szemben.

## Sport, kultúra
Nagyvázsonyban nagyon fontos szerepet játszik a sport. A faluban van lovas, tenisz és labdarúgóklub, horgászegyesület is. A község híres volt a lovas napjairól, amelyeket régen, 1959-1989 között állami programként minden évben megrendeztek. A település labdarúgó csapata jelenleg (2020-21-es szezonban) a megyei harmadosztályban szerepel, a hivatalos neve pedig Nagyvázsonyi Kinizsi Tornaegylet.
A férfi dalárda hetente tart próbát. Fekete Sereg Ifjúsági Egyesülete nemzetközi hírű önkéntes programok gazdája. Borzderes csordaközössége a közösségi jószagtartás különleges példája. A községben mintegy 25 portán 80 lovat, 15-20 fogatot tartanak a gazdák. A Kárpát-medencei Kinizsi Szövetség központi települése, életre hívója.
Rendezvényei:
Farsangi programok- Kiszebáb égetés, Veterán autó találkozó, Történelmi íjászverseny, Mesevár, Vad- és Halünnep, Adventi Örömök – Élő betlehem és  100 szereplős betlehemi előadás.

## Népessége
A település népességének változása:
| Lakosok száma | 1760 | 1748 | 1751 | 1782 | 1675 | 1680 | 1677 |
|               | 2013 | 2014 | 2015 | 2021 | 2022 | 2023 | 2024 |

A 2011-es népszámláláson a lakók 88,2%-a magyarnak, 3,5% németnek, 3,2% cigánynak mondta magát (11,7% nem nyilatkozott; a kettős identitások miatt a végösszeg nagyobb lehet 100%-nál). Vallási megoszlásuk a következő volt: római katolikus 54,2%, református 7,7%, evangélikus 5,2%, görögkatolikus 0,5%, felekezeten kívüli 9,1% (22,2% nem nyilatkozott).
2022-ben a lakosság 91,2%-a vallotta magát magyarnak, 3,3% németnek, 2% cigánynak, 0,2% görögnek, 0,1-0,1% ukránnak, horvátnak és szlováknak, 1,6% egyéb, nem hazai nemzetiségűnek (8,4% nem nyilatkozott; a kettős identitások miatt a végösszeg nagyobb lehet 100%-nál). Vallásuk szerint 39,3% volt római katolikus, 6,2% református, 4,7% evangélikus, 0,5% görög katolikus, 0,7% egyéb keresztény, 0,5% egyéb katolikus, 10,3% felekezeten kívüli (37,7% nem válaszolt).

## Nevezetességei
- A Kinizsi-vár
- Zichy-kastély, magántulajdon 1999 óta
- Postamúzeum
- A pálos kolostor romjai
- Schumacher-ház (néprajzi gyűjtemény)
- Műemlék Szent István templom, gótikus eredetű, barokk stílusban átépítve
- Műemlék református templom
- Kinizsi-forrás (Tálodi erdő) (közigazgatásilag Pula)
- Turul-szobor[22]
- Igásló Központ,[23]
- Reményi Rendezvényház (volt "Kisiskola" 1907)
- Szent Jakab-rom
- Csepelyi pusztatemplom romja

### A településtől távolabb
- Kis-Moszkva
- Nagyvázsony-Tótvázsonyi atomraktár [24]

## Képgaléria

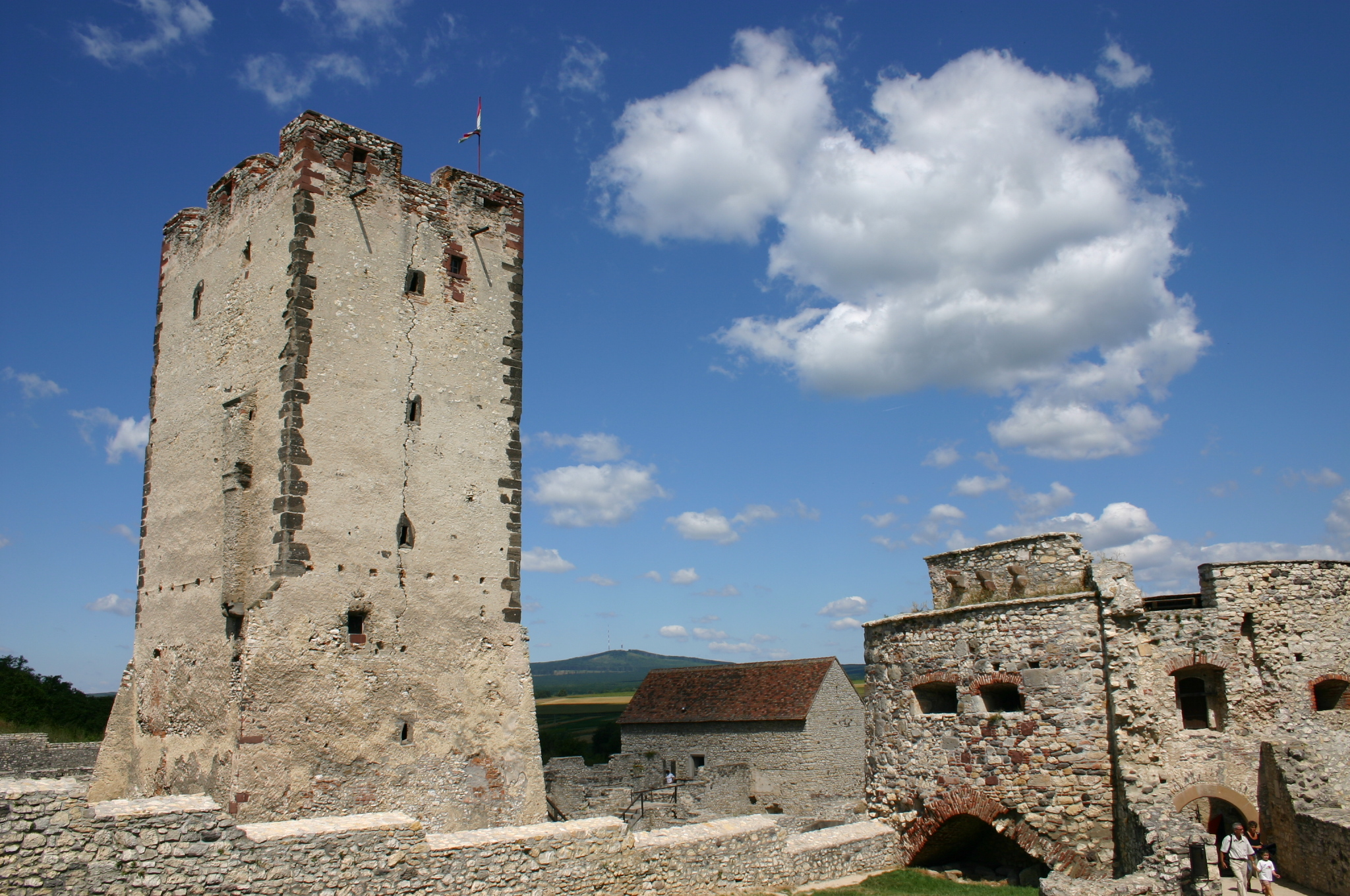
A Kinizsi-vár
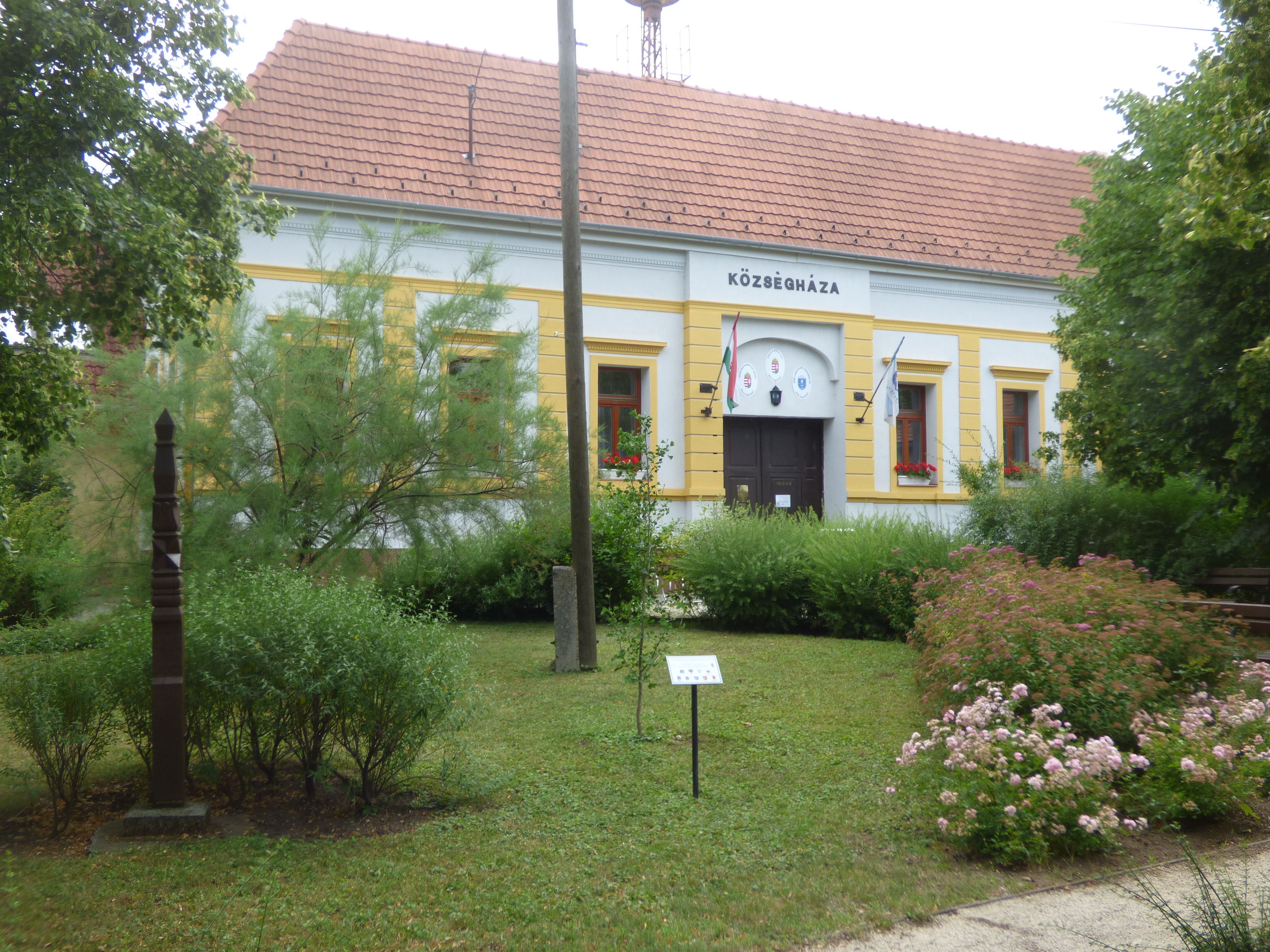
Községháza
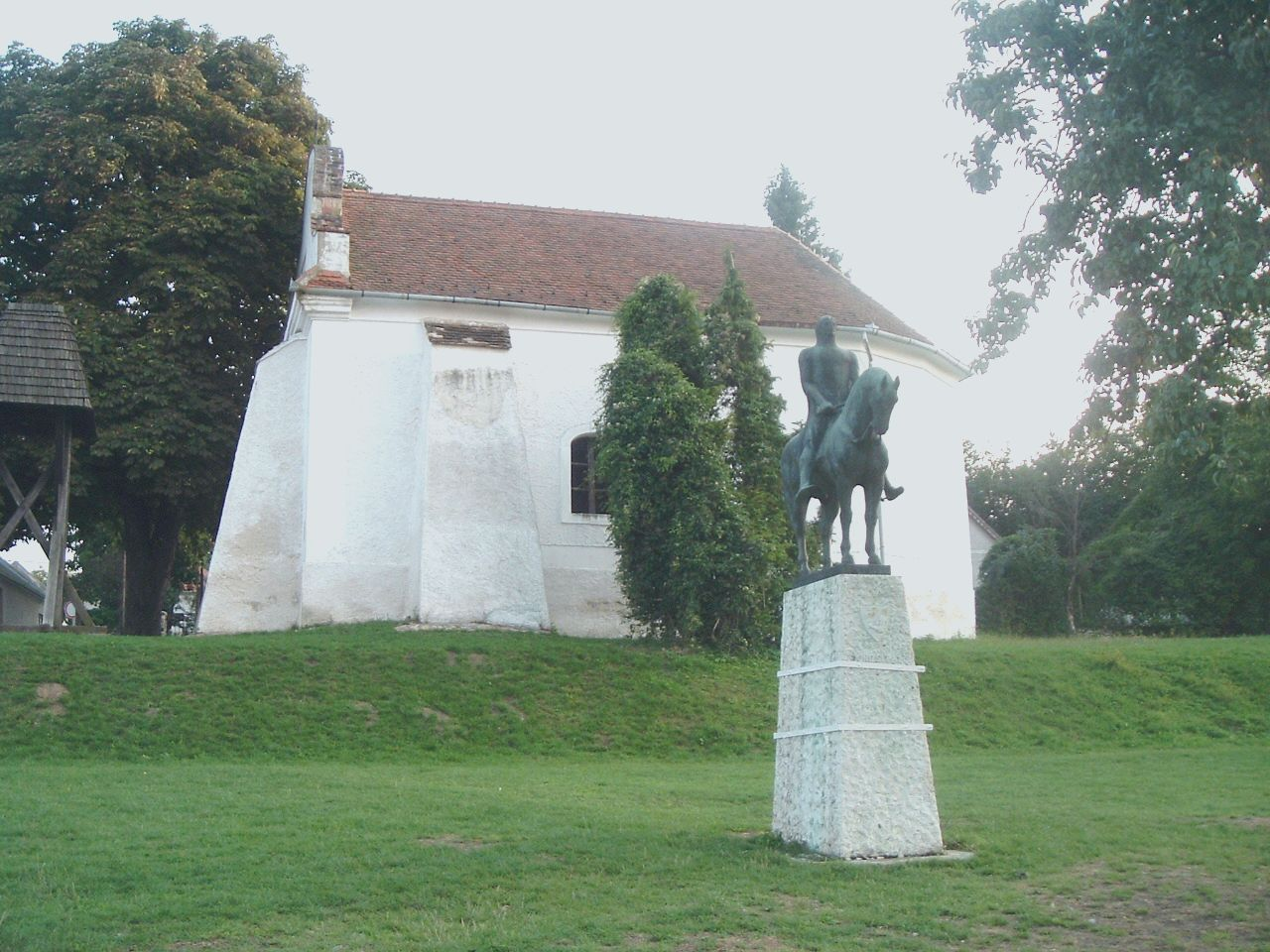
Az evangélikus templom és Kinizsi Pál szobra
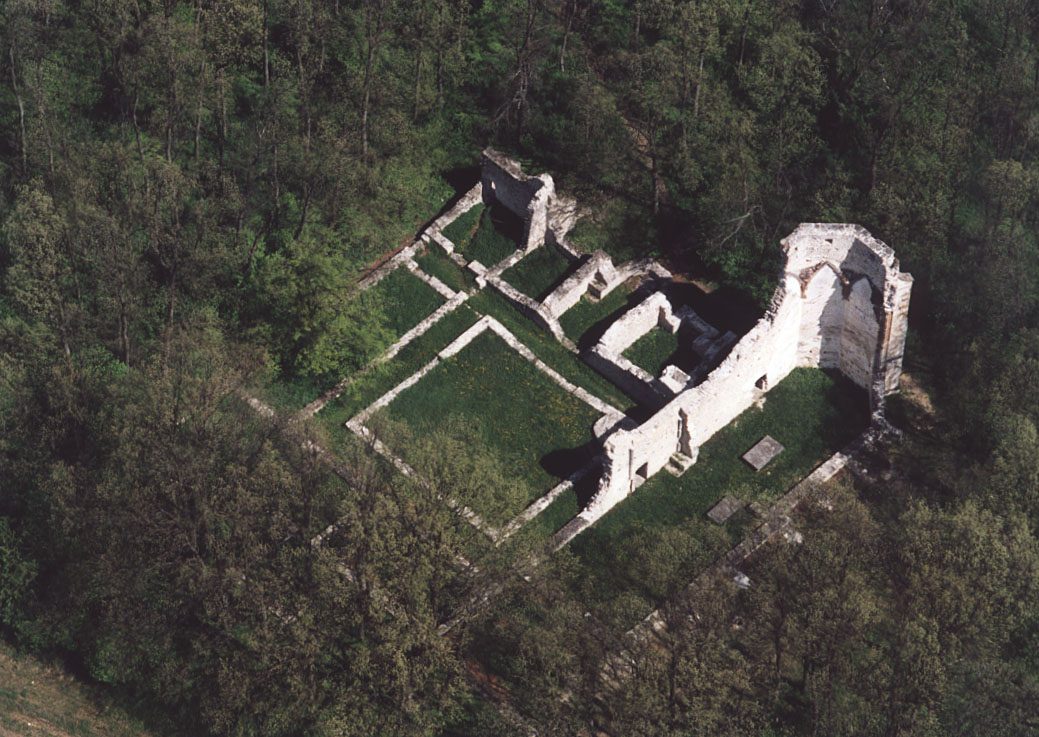
A pálos kolostor romjai légifelvételen
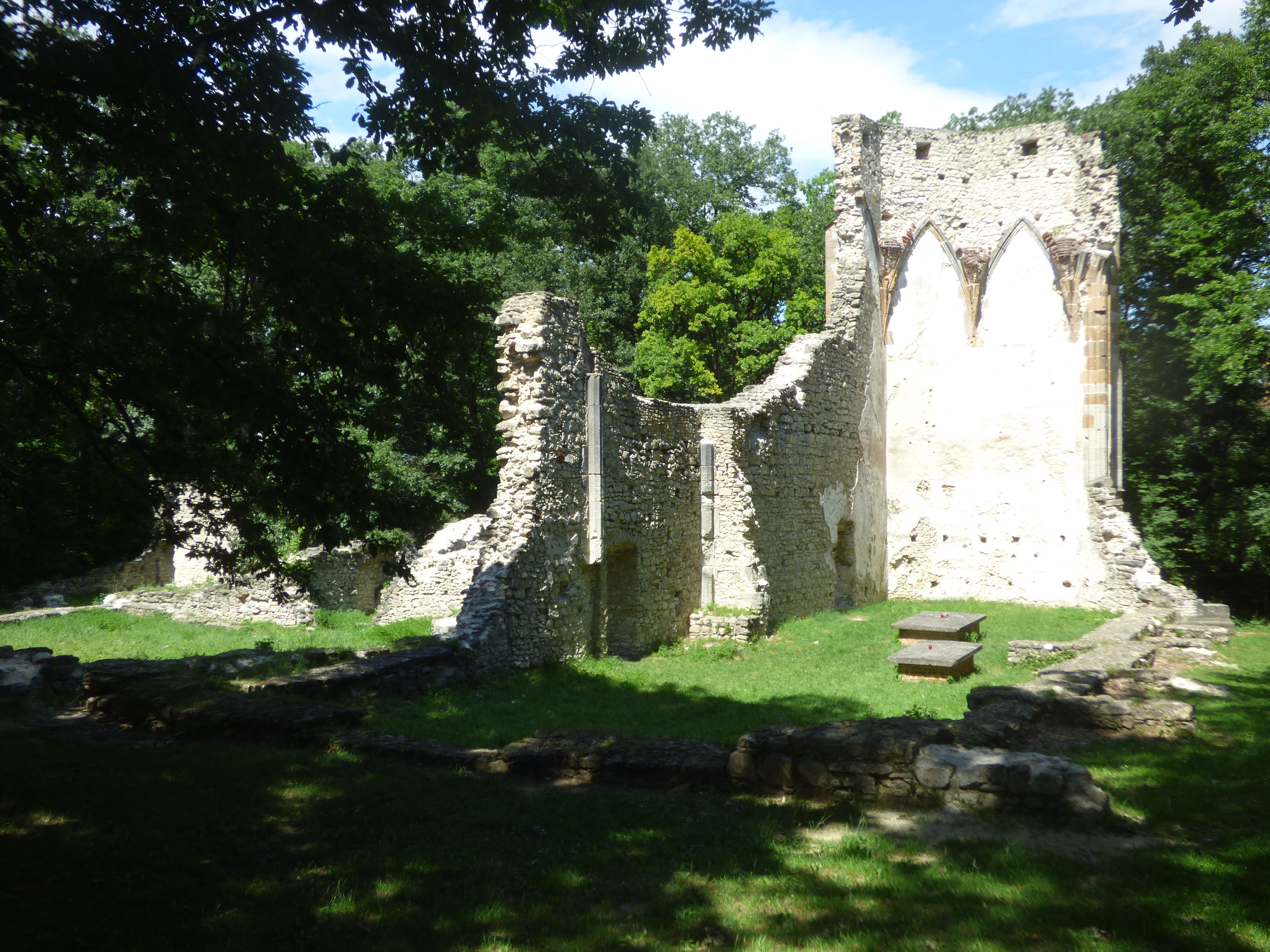
A pálos kolostor romjai
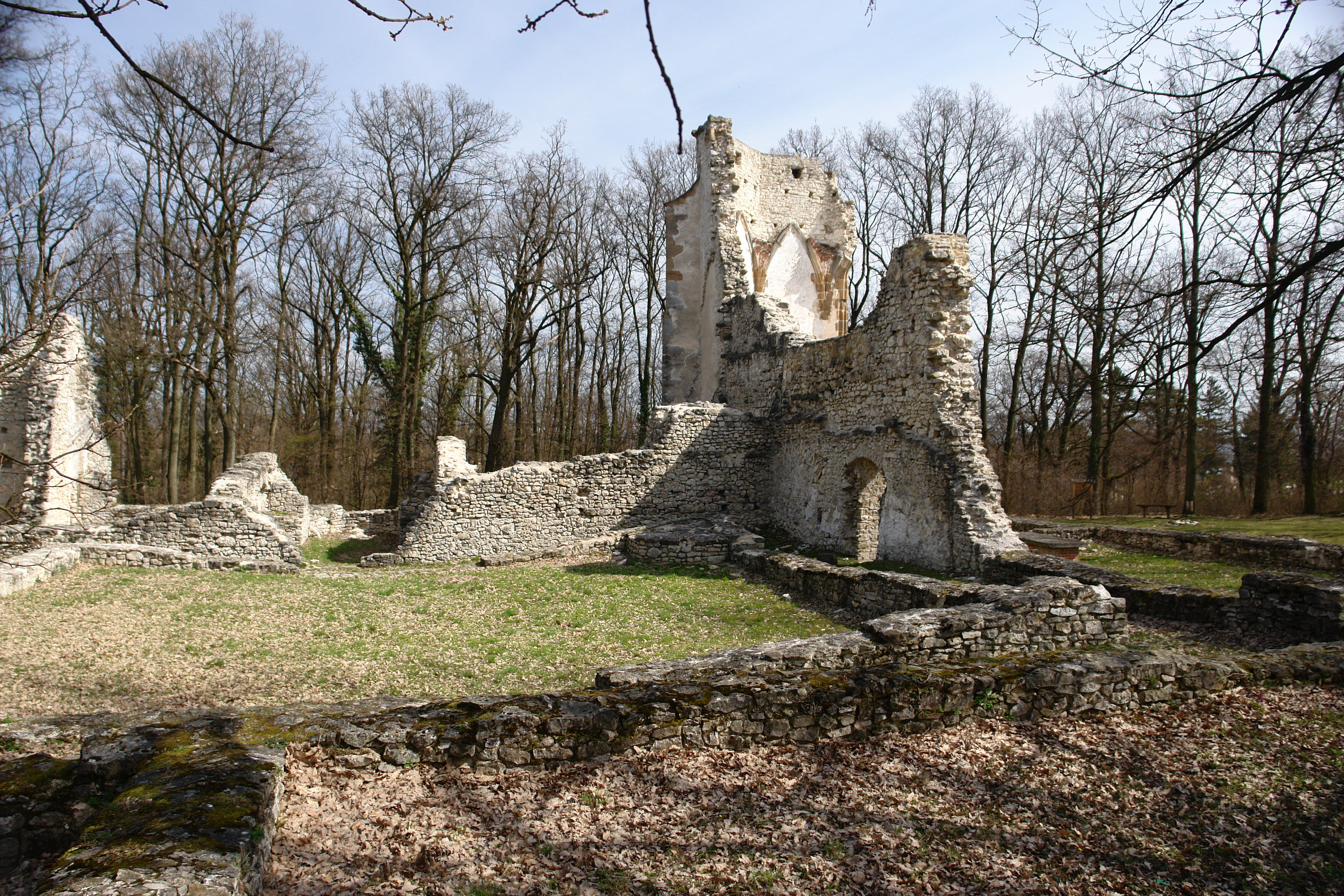
Pálos templom- és kolostorrom
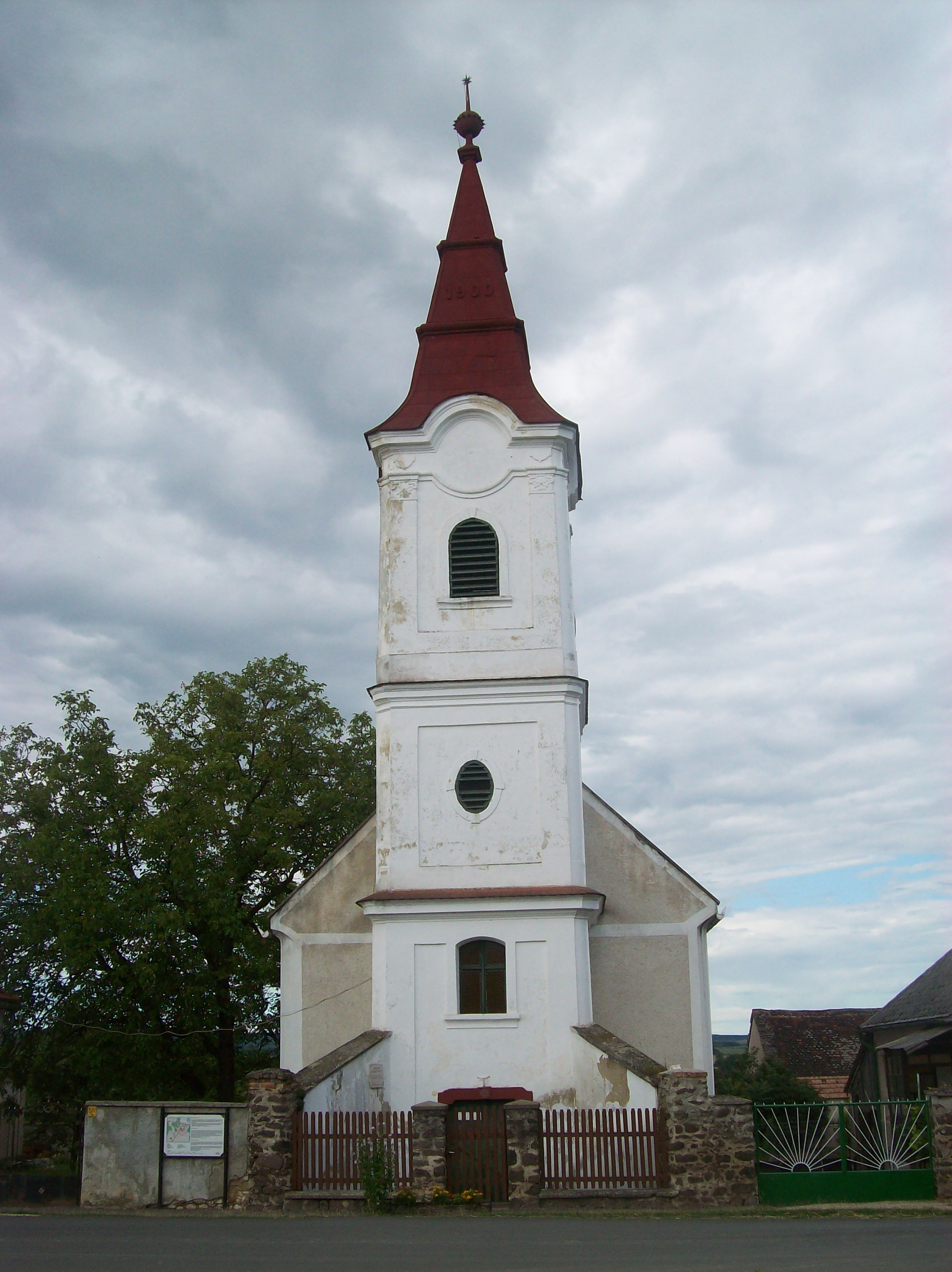
A református templom
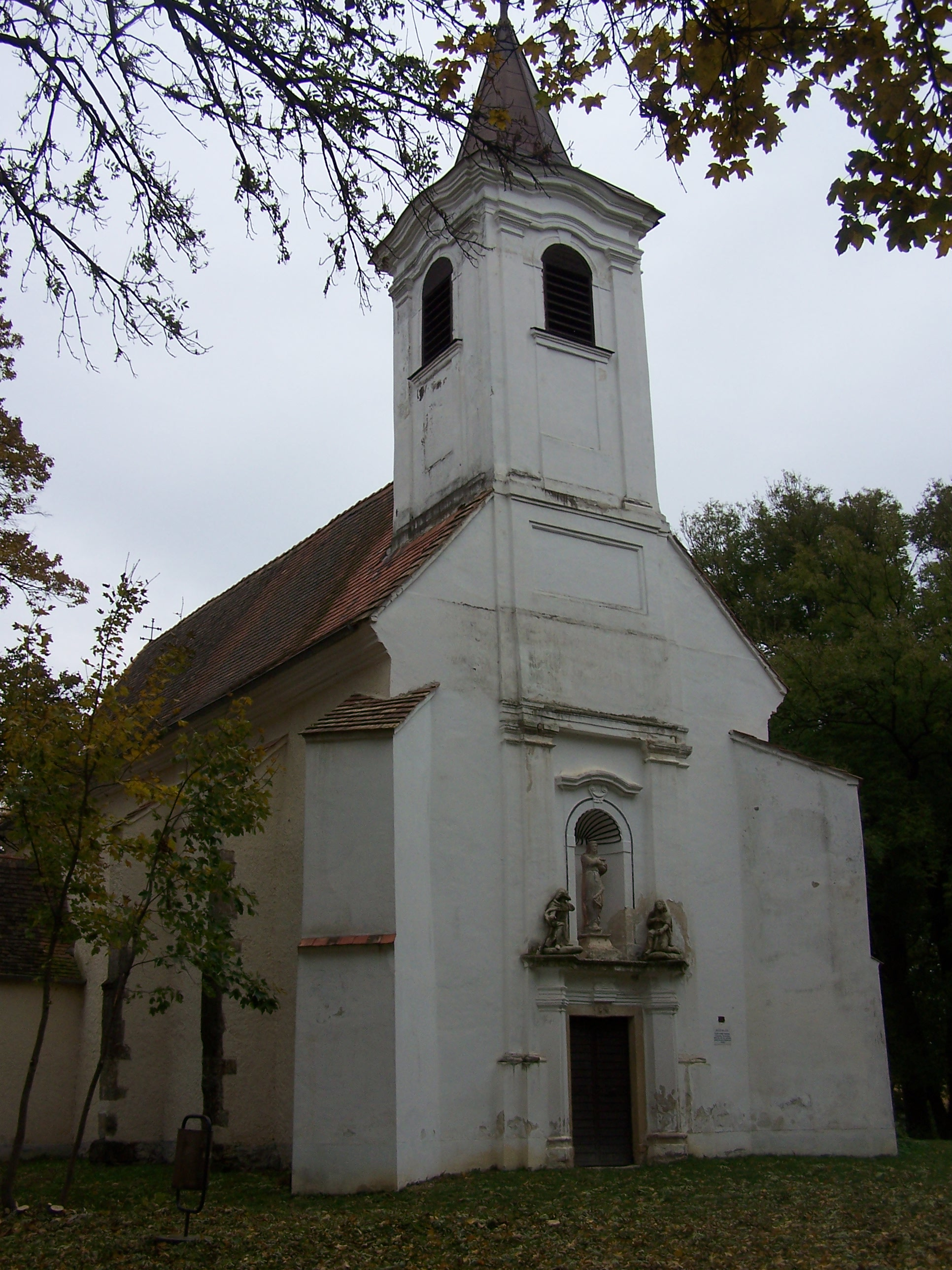
Szent István római katolikus templom
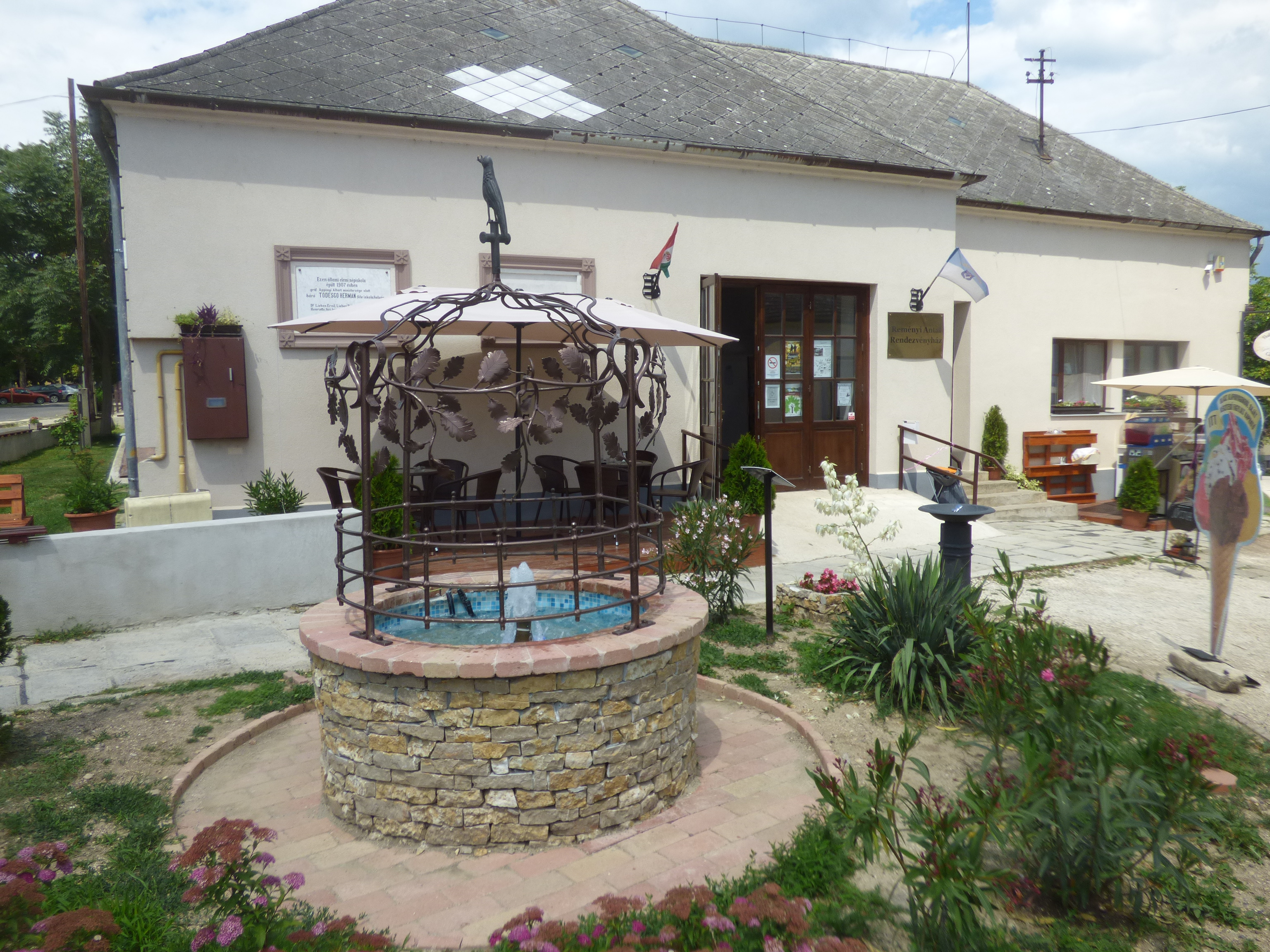
Díszkút a Reményi Antal Rendezvényház előtt
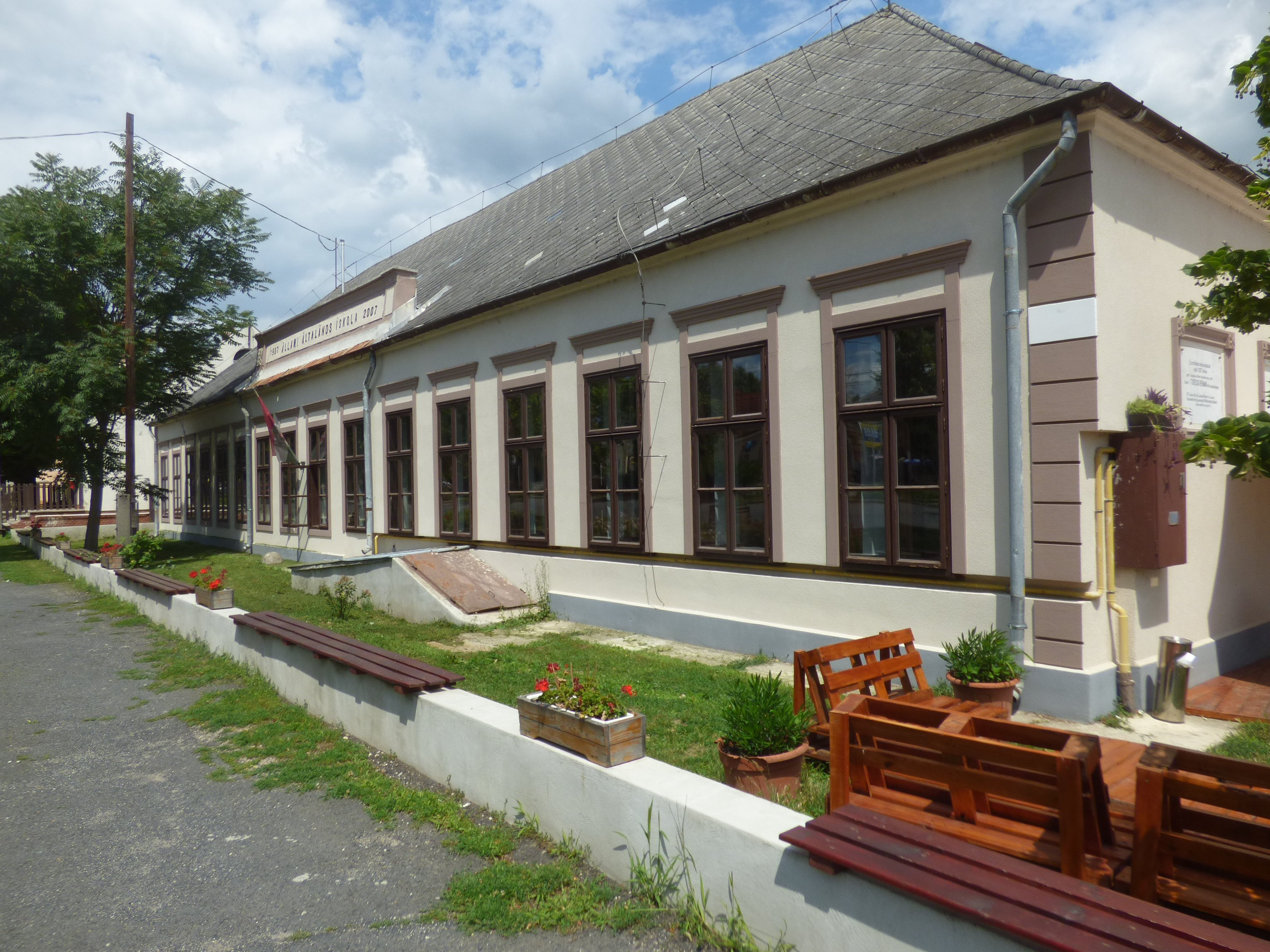
Reményi Antal Rendezvényház
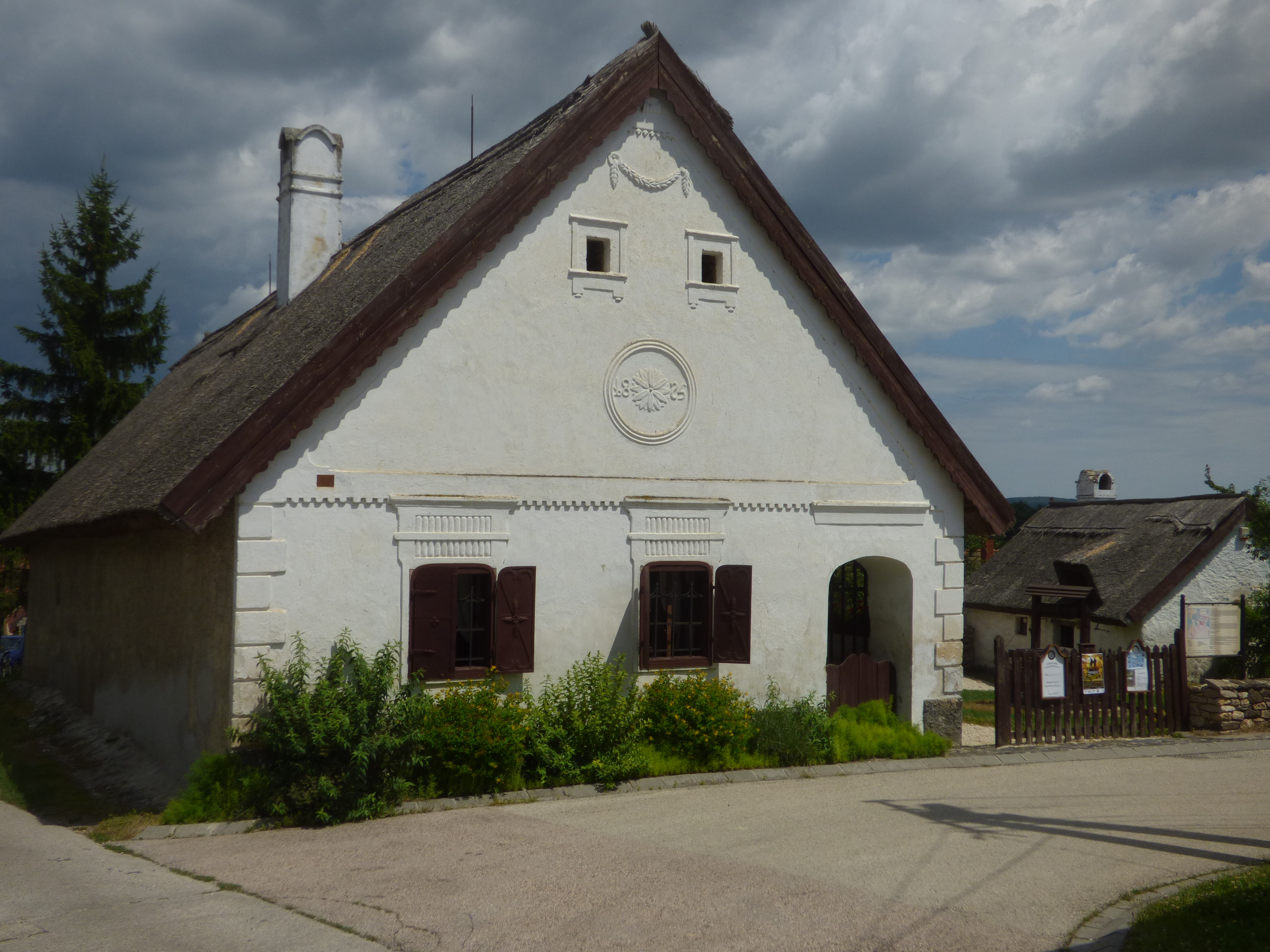
Schumacher-ház (a helyi néprajzi gyűjtemény épülete)
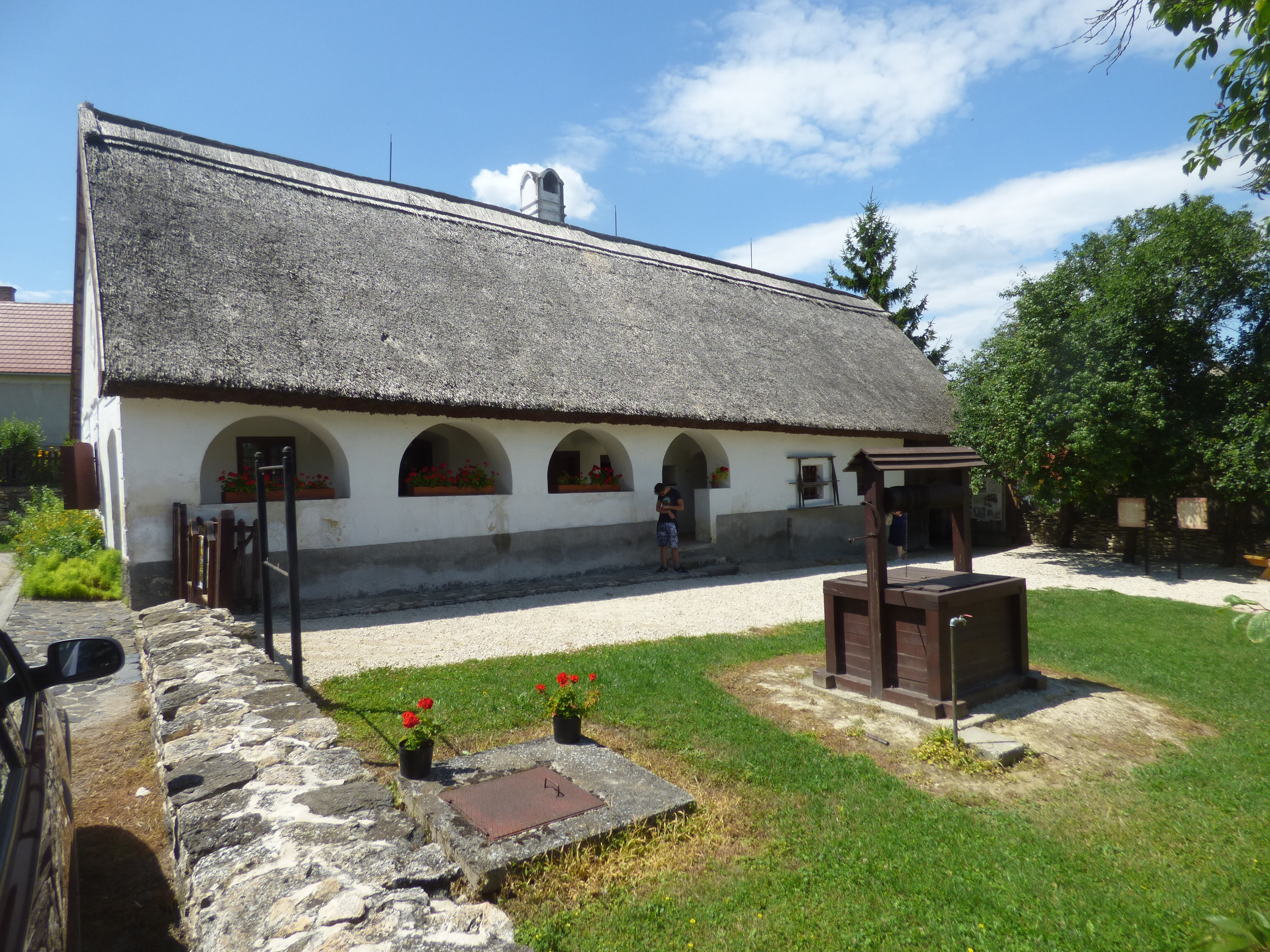
A Schumacher-ház udvari homlokzata
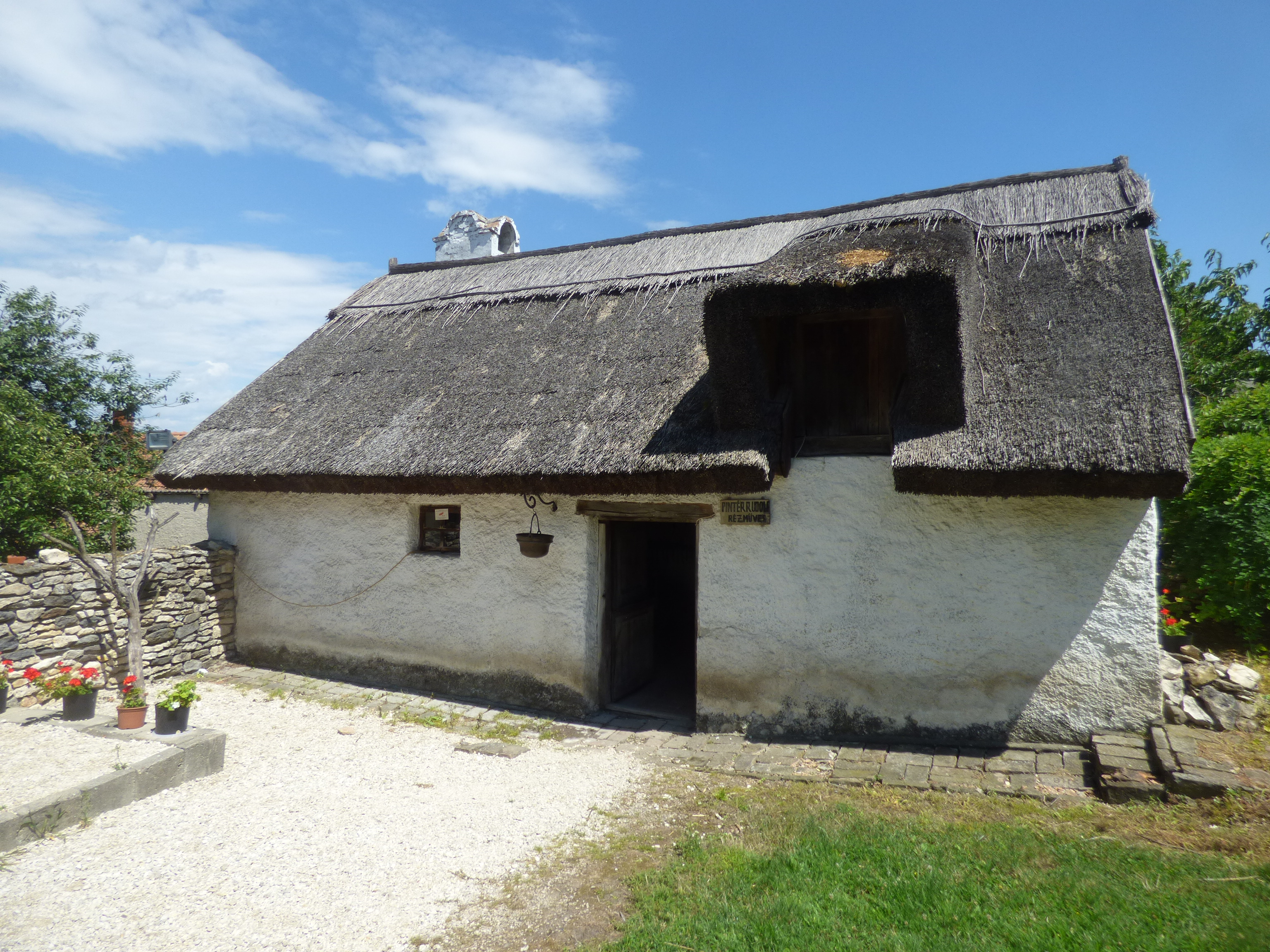
A néprajzi gyűjtemény melléképülete
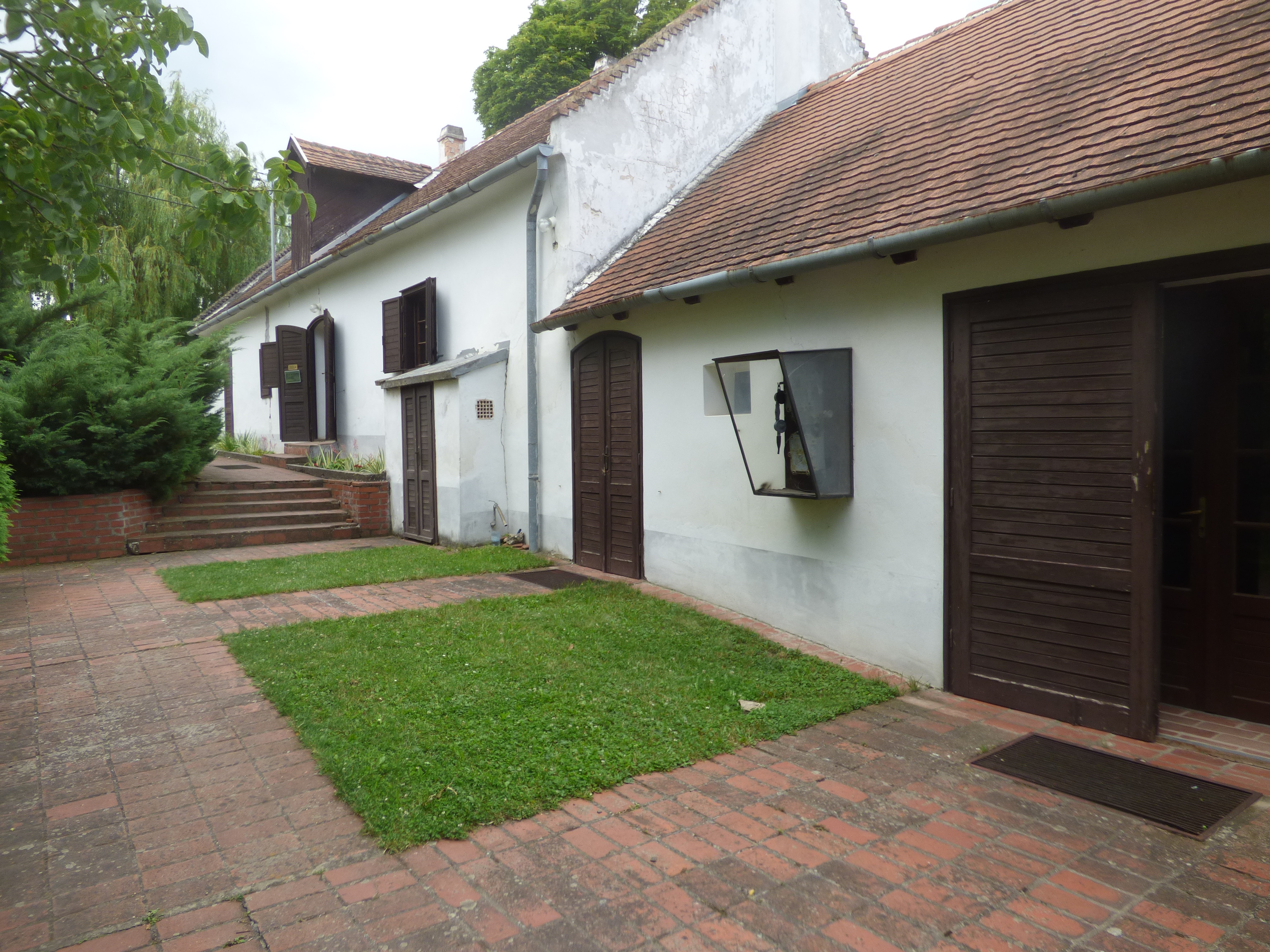
A postamúzeum épülete
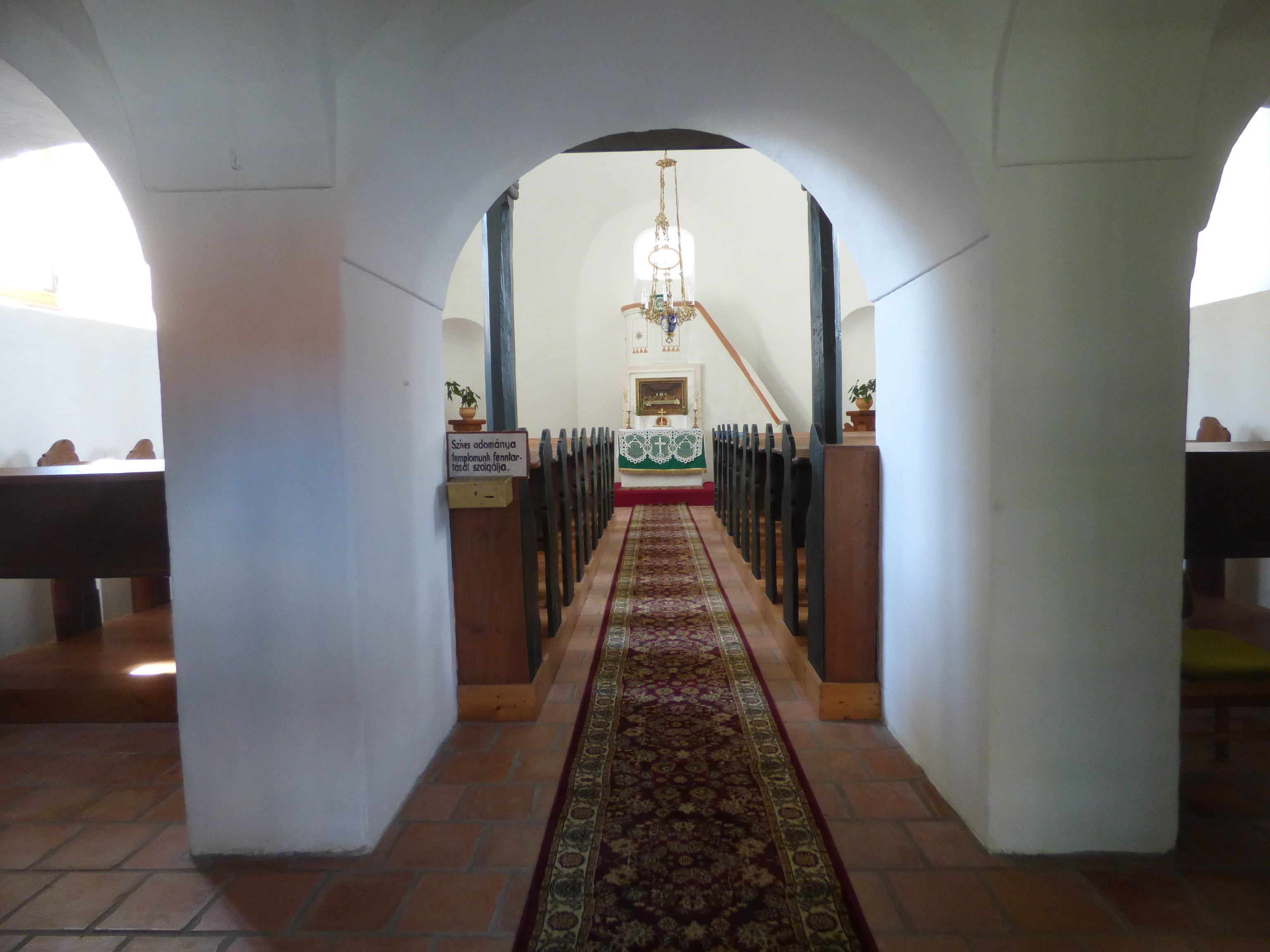
Az evangélikus templom belső tere a bejárat felől
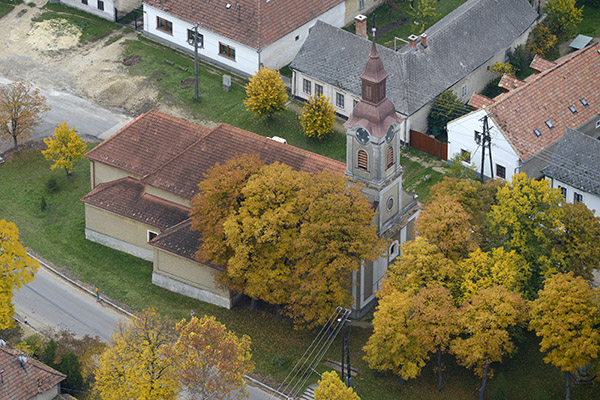
Szent Ilona templom, Nagyvázsony légi fotó
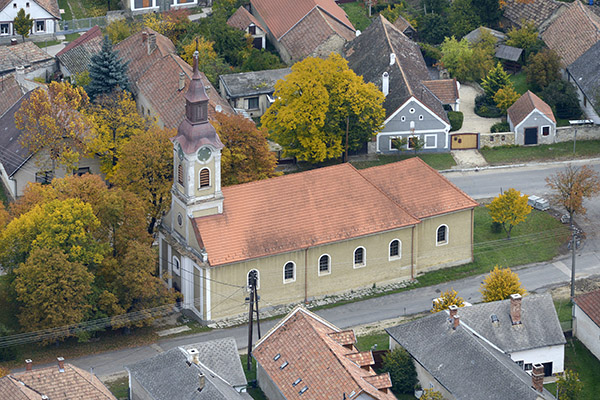
Nagyvázsony, katolikus templom légi felvételen
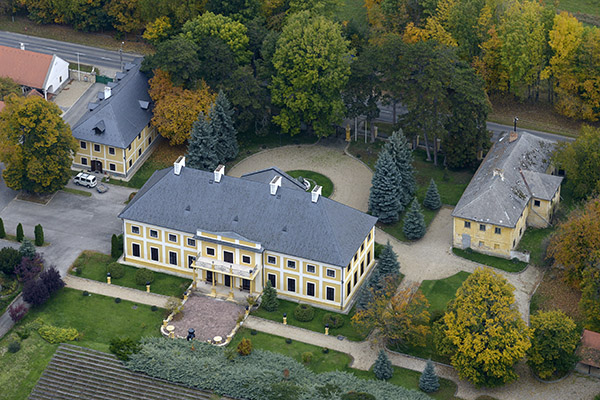
Zichy Kastély, Nagyvázsony madártávlatból
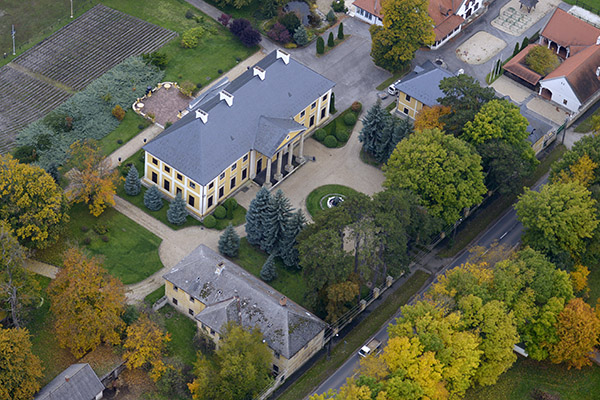
A nagyvázsonyi Zichy Kastély park felőli oldala a levegőből
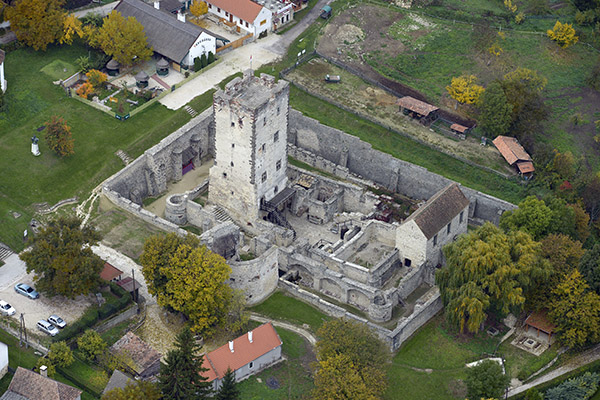
Kinizsi vár, Nagyvázsony légi fénykép
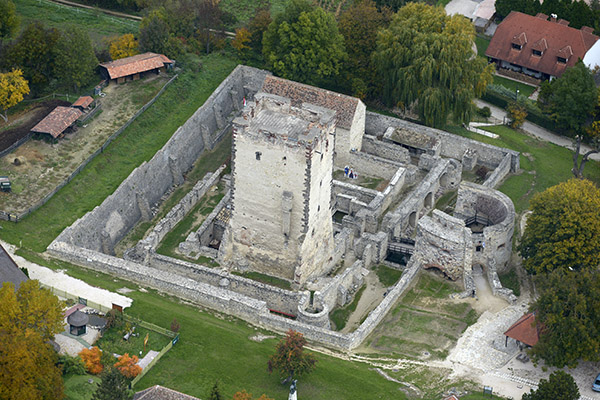
A nagyvázsonyi vár öregtornya a magasból

## Híres emberek
- Kinizsi Pál (1431–1494) hadvezér
- Veninger Ernő (1854-1922) római katolikus pap, esperes, tanár
- Várnai Zseni (1890–1981) írónő
- Kandikó Zoltán (1967-) magyar küzdősportoló és harcművész
- Kelemen Miklós (1961-) labdarúgó
- Mátis Kálmán (1903-1960) magyar grafikus, festő
- Mátis Viktor (1983-) magyar diplomata, Törökországi magyar nagykövet (2019-)
- Teddi Kollek  (1911–2007) politikus, Jeruzsálem polgármestere
- Magyar Benigna ( – 1526) Kinizsi Pál felesége, várúrnő, a kódexek készíttetője (Czech-, Festetich-kódexek)
- Zichy család – Vázsonykeo-i Zichy-család több tagja töltött be a magyar köz- és kulturális életben jelentős szerepet